# Amaurys R. Valle
Amaurys R. Valle (ur. 18 stycznia 1990) – kubański lekkoatleta specjalizujący się w biegu na 400 metrów przez płotki.
Zdobył dwa brązowe medale kolejno na mistrzostwach świata do lat 18 w 2007 oraz na mistrzostwach świata do lat 20 w 2008 roku. Srebrny medalista mistrzostw ibero-amerykańskich (2012). W tym samym roku startował na igrzyskach olimpijskich w Londynie, na których dotarł do fazy półfinałowej. Brązowy medalista mistrzostw Ameryki Środkowej i Karaibów z roku 2013.
Rekord życiowy w biegu na 400 m przez płotki: 49,19 (3 sierpnia 2012, Londyn). Valle jest aktualnym rekordzistą Kuby juniorów na tym dystansie (49,56).

## Osiągnięcia
| Rok  | Impreza                                  | Miejsce      | Konkurencja                     | Lokata     | Wynik |
| ---- | ---------------------------------------- | ------------ | ------------------------------- | ---------- | ----- |
| 2007 | Mistrzostwa świata juniorów młodszych    | Ostrawa      | bieg na 400 metrów przez płotki | 3. miejsce | 50,37 |
| 2008 | Mistrzostwa świata juniorów              | Bydgoszcz    | bieg na 400 metrów przez płotki | 3. miejsce | 49,56 |
| 2012 | Mistrzostwa ibero-amerykańskie           | Barquisimeto | bieg na 400 metrów przez płotki | 2. miejsce | 49,69 |
| 2012 | Igrzyska olimpijskie                     | Londyn       | bieg na 400 metrów przez płotki | półfinał   | 50,48 |
| 2013 | Mistrzostwa Ameryki Środkowej i Karaibów | Morelia      | bieg na 400 metrów przez płotki | 3. miejsce | 50,02 |